# Lillingstone Dayrell
Lillingstone Dayrell est un village du Buckinghamshire, en Angleterre.